# Brexia coursiana
Brexia coursiana är en benvedsväxtart som beskrevs av Henri Perrier de la Bâthie. Brexia coursiana ingår i släktet Brexia och familjen Celastraceae. Inga underarter finns listade.